# Лакайта, Чарльз Кармайкл
Чарльз Кармайкл Лакайта (англ. Charles Carmichael Lacaita, 1853—1933) — британский ботаник и политик итальянского происхождения.

## Биография
Чарльз Кармайкл Лакайта родился 5 апреля 1853 года в семье политика и писателя Джеймса Лакайты (1813—1895) и Марии Клаверинг Гибсон-Кармайкл. В 1872 году Лакайта стал учиться в Колледже Баллиол Оксфордского университета. В 1875 году получил степень бакалавра, в 1879 — магистра. Лакайта интересовался флорой цветковых растений Италии. Был членом Либеральной партии Великобритании. С января по июль 1885 года Лакайта был частным секретарём графа Грэнвилла Ливсона-Гоуэра. В том же году женился на Мэри Эннабел Дойл, дочери поэта Фрэнсиса Хастингса Дойла. В ноябре 1885 Лакайта был избран в парламент от округа Данди, в следующем году был переизбран. В 1888 году он вышел из парламента. Чарльз Кармайкл Лакайта скончался 18 июля 1933 года.

## Род и некоторые виды растений, названные в честь Ч. К. Лакайты
- Lacaitaea Brand, 1914 [syn.  Trichodesma R.Br., 1810]
- Centaurea lacaitae Peruzzi, 2008
- Cerastium lacaitae Barberis, Bechi & Miceli, 1994
- Cirsium lacaitae Petr., 1914
- Draba lacaitae Boiss., 1888
- Gagea lacaitae A.Terracc., 1904
- Lathyrus lacaitae Czefr., 1965
- Ophrys lacaitae Lojac., 1909 [syn.  Ophrys fuciflora subsp. lacaitae (Lojac.) Soó, 1973]
- Sideritis lacaitae Font Quer, 1924
- Thymus lacaitae Pau, 1929